# Medven Draga
Medven Draga – wieś w Chorwacji, w żupanii zagrzebskiej, w gminie Krašić. W 2011 roku liczyła 31 mieszkańców.